# Datsun Bluebird
Datsun Bluebird är en personbil som introducerades 1959 av den japanska biltillverkaren Nissan Motor Co. Ltd. Modellen bytte namn till Nissan Bluebird i början av 1980-talet och tillverkades fram till 2001.

## Datsun Bluebird 310
Den första generationen Bluebird var en vidareutveckling av 110/210-serien. Den hade fortfarande separat ram men hade nu fått individuell hjulupphängning fram. Från 1960 byggdes även en kombi.
Varianter:
| Modell | Motor              | Cylindervolym | Effekt   | Bränslesystem   |
| ------ | ------------------ | ------------- | -------- | --------------- |
| 1000   | 4-cyl radmotor ohv | 988 cm³       | 37-45 hk | Enkel förgasare |
| 1200   | 4-cyl radmotor ohv | 1189 cm³      | 48-60 hk | Enkel förgasare |

## Datsun Bluebird 410
Med andra generationen fick Bluebird självbärande kaross ritad av Pininfarina. Dimensionerna växte och bilen fick större motorer. 1965 introducerades den sportiga SSS-versionen (Super Sport Sedan) som förblev Bluebird-modellens toppversion genom åren.
Varianter:
| Modell | Motor              | Cylindervolym | Effekt | Bränslesystem   |
| ------ | ------------------ | ------------- | ------ | --------------- |
| 1000   | 4-cyl radmotor ohv | 988 cm³       | 45 hk  | Enkel förgasare |
| 1200   | 4-cyl radmotor ohv | 1189 cm³      | 60 hk  | Enkel förgasare |
| 1300   | 4-cyl radmotor ohv | 1299 cm³      | 67 hk  | Enkel förgasare |

## Datsun Bluebird 510
För den tredje generationen Bluebird införde Datsun individuell hjulupphängning även bak. Bilen fanns nu även med coupé-kaross och automatlåda blev tillval.
Varianter:
| Modell | Motor               | Cylindervolym | Effekt | Bränslesystem    |
| ------ | ------------------- | ------------- | ------ | ---------------- |
| 1300   | 4-cyl radmotor ohv  | 1296 cm³      | 62 hk  | Enkel förgasare  |
| 1400   | 4-cyl radmotor ohv  | 1428 cm³      | 73 hk  | Enkel förgasare  |
| 1600   | 4-cyl radmotor SOHC | 1595 cm³      | 82 hk  | Enkel förgasare  |
| SSS    | 4-cyl radmotor SOHC | 1595 cm³      | 96 hk  | Dubbla förgasare |

## Datsun Bluebird 610
Den fjärde generationen växte storleksmässigt och bilen fick större motorer än företrädaren. På hemmamarknaden såldes SSS-versionen med insprutningsmotor och där fanns även en sexcylindrig modell.
Varianter:
| Modell | Motor               | Cylindervolym | Effekt | Bränslesystem    |
| ------ | ------------------- | ------------- | ------ | ---------------- |
| 1600   | 4-cyl radmotor SOHC | 1595 cm³      | 77 hk  | Enkel förgasare  |
| 1800   | 4-cyl radmotor SOHC | 1770 cm³      | 81 hk  | Enkel förgasare  |
| SSS    | 4-cyl radmotor SOHC | 1770 cm³      | 95 hk  | Dubbla förgasare |
| 2000   | 4-cyl radmotor SOHC | 1990 cm³      | 85 hk  | Enkel förgasare  |

### Nissan Violet 710
Den stora 610-modellen lämnade en lucka för en ny modell, Nissan Violet 710 som passade in mellan Sunny- och Bluebird-serierna. Violet 710 matchades mot huvudkonkurrenten Toyotas nyintroducerade Carina.

## Datsun Bluebird 810
Bluebird 810 var tekniskt och utseendemässigt en utveckling av 610:an. Den sexcylindriga versionen såldes utanför Japan som Nissan Maxima.
Varianter:
| Modell   | Motor               | Cylindervolym | Effekt | Bränslesystem      |
| -------- | ------------------- | ------------- | ------ | ------------------ |
| 1600     | 4-cyl radmotor SOHC | 1595 cm³      | 81 hk  | Enkel förgasare    |
| 1600 SSS | 4-cyl radmotor SOHC | 1595 cm³      | 89 hk  | Enkel förgasare    |
| 1800     | 4-cyl radmotor SOHC | 1770 cm³      | 88 hk  | Enkel förgasare    |
| 1800 SSS | 4-cyl radmotor SOHC | 1770 cm³      | 98 hk  | Enkel förgasare    |
| SSS-E    | 4-cyl radmotor SOHC | 1770 cm³      | 108 hk | Bränsleinsprutning |
| 2000     | 6-cyl radmotor SOHC | 1998 cm³      | 108 hk | Enkel förgasare    |
| 2000 E   | 6-cyl radmotor SOHC | 1998 cm³      | 122 hk | Bränsleinsprutning |

## Datsun Bluebird 910
Den sjätte generationen Bluebird blev den sista med bakhjulsdrift. Karossen fick en helt ny formgivning men under den behölls den mesta tekniken från föregångaren.
Varianter:
| Modell    | Motor               | Cylindervolym | Effekt | Bränslesystem      |
| --------- | ------------------- | ------------- | ------ | ------------------ |
| 1.6       | 4-cyl radmotor SOHC | 1595 cm³      | 81 hk  | Enkel förgasare    |
| 1.6 SSS   | 4-cyl radmotor SOHC | 1595 cm³      | 89 hk  | Enkel förgasare    |
| 1.8       | 4-cyl radmotor SOHC | 1770 cm³      | 88 hk  | Enkel förgasare    |
| 1.8 SSS   | 4-cyl radmotor SOHC | 1770 cm³      | 98 hk  | Enkel förgasare    |
| 1.8 SSS-E | 4-cyl radmotor SOHC | 1770 cm³      | 108 hk | Bränsleinsprutning |
| 2.0 SSS-E | 4-cyl radmotor SOHC | 1952 cm³      | 113 hk | Bränsleinsprutning |
| 2.0 D     | 4-cyl radmotor SOHC | 1952 cm³      | 61 hk  | Dieselmotor        |
| Maxima    | 6-cyl radmotor SOHC | 2393 cm³      | 122 hk | Bränsleinsprutning |

## Nissan Bluebird U11
Hösten 1983 kom en helt nyutvecklad generation Bluebird med framhjulsdrift. Bilen hade nu bytt namn till Nissan Bluebird över hela världen. Den kantiga karossen var mycket lik 910:an men coupé-modellen var nu borta. U11-modellen blev den sista som delade kaross med den sexcylindriga Maxima.
Varianter:
| Modell    | Motor               | Cylindervolym | Effekt | Bränslesystem             |
| --------- | ------------------- | ------------- | ------ | ------------------------- |
| 1.6       | 4-cyl radmotor SOHC | 1598 cm³      | 82 hk  | Enkel förgasare           |
| 1.8       | 4-cyl radmotor SOHC | 1809 cm³      | 89 hk  | Enkel förgasare           |
| 1.8 Turbo | 4-cyl radmotor SOHC | 1809 cm³      | 135 hk | Bränsleinsprutning, turbo |
| 2.0       | 4-cyl radmotor SOHC | 1973 cm³      | 102 hk | Enkel förgasare           |
| 2.0 SSS   | 4-cyl radmotor SOHC | 1973 cm³      | 115 hk | Bränsleinsprutning        |
| 2.0 D     | 4-cyl radmotor SOHC | 1952 cm³      | 67 hk  | Dieselmotor               |

### Nissan Bluebird T12
Den sista Bluebird-modell som såldes i Sverige och övriga Europa var egentligen en Nissan Stanza med modellkoden T12. Bilen byggdes från 1986 i Storbritannien och fanns som sedan och halvkombi. Hösten 1990 ersattes Bluebird i Europa av Nissan Primera.

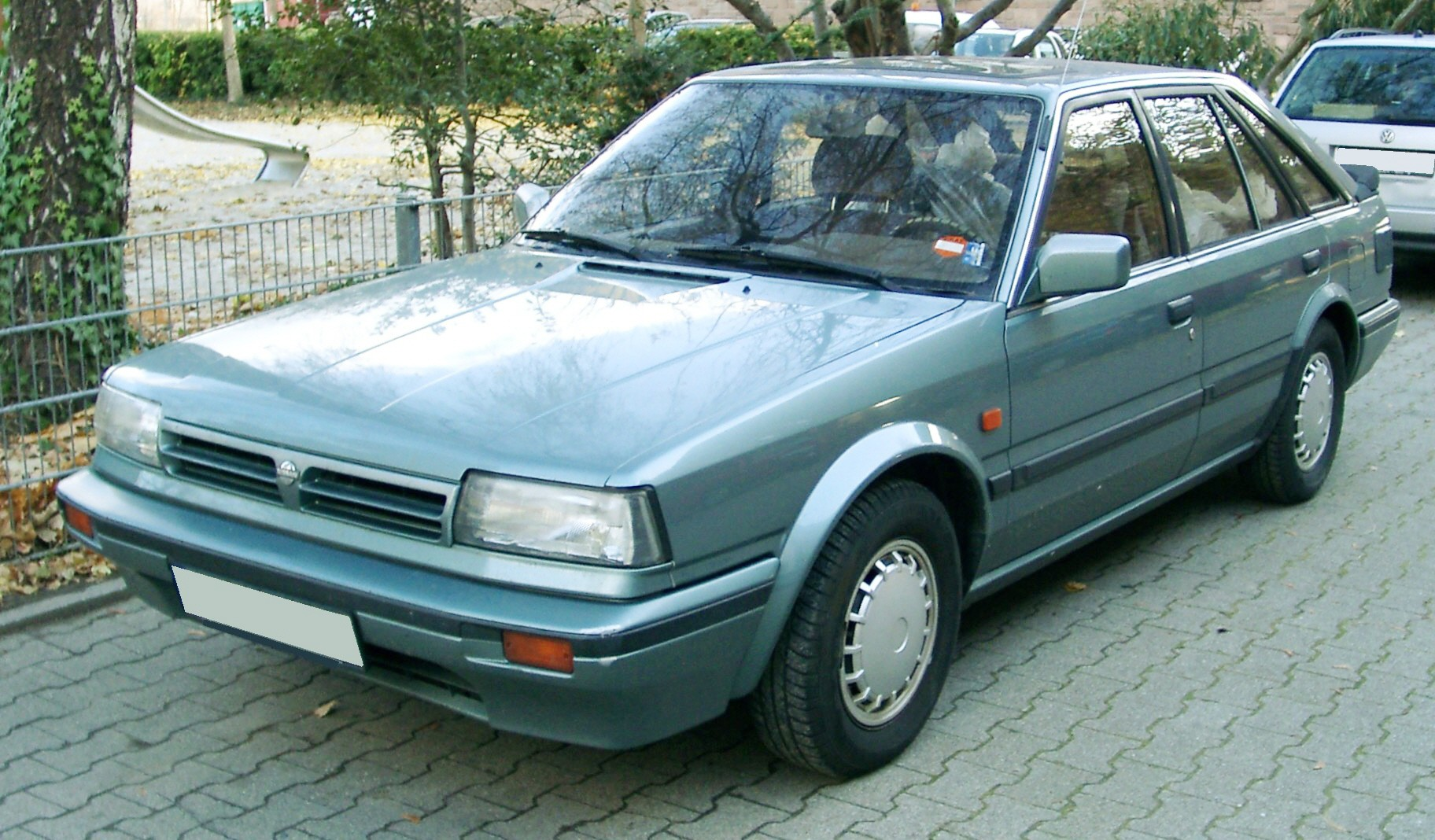
Nissan Bluebird T12

## Nissan Bluebird U12
Den åttonde generationen Bluebird fick en mer avrundad kaross än företrädarna.
Varianter:
| Modell    | Motor               | Cylindervolym | Effekt | Bränslesystem             |
| --------- | ------------------- | ------------- | ------ | ------------------------- |
| 1.6       | 4-cyl radmotor SOHC | 1598 cm³      | 82 hk  | Enkel förgasare           |
| 1.8       | 4-cyl radmotor SOHC | 1809 cm³      | 89 hk  | Enkel förgasare           |
| 1.8 SSS   | 4-cyl radmotor DOHC | 1838 cm³      | 125 hk | Bränsleinsprutning        |
| 1.8 Turbo | 4-cyl radmotor SOHC | 1809 cm³      | 135 hk | Bränsleinsprutning, turbo |
| 2.0       | 4-cyl radmotor DOHC | 1998 cm³      | 145 hk | Bränsleinsprutning        |
| SSS-R     | 4-cyl radmotor DOHC | 1998 cm³      | 210 hk | Bränsleinsprutning, turbo |
| 2.0 D     | 4-cyl radmotor SOHC | 1973 cm³      | 76 hk  | Dieselmotor               |
| 2.4       | 6-cyl V-motor DOHC  | 2388 cm³      | 150 hk | Bränsleinsprutning        |

## Nissan Bluebird U13
Hösten 1991 kom den nionde generationen Bluebird. Bilen fanns bara med fyrdörrars sedan-kaross då kombimodellen blivit en egen modellserie kallad Nissan Avenir.
Varianter:
| Modell | Motor               | Cylindervolym | Effekt | Bränslesystem             |
| ------ | ------------------- | ------------- | ------ | ------------------------- |
| 1.6    | 4-cyl radmotor DOHC | 1596 cm³      | 97 hk  | Enkel förgasare           |
| 1.8    | 4-cyl radmotor DOHC | 1838 cm³      | 125 hk | Bränsleinsprutning        |
| 2.0    | 4-cyl radmotor DOHC | 1998 cm³      | 145 hk | Bränsleinsprutning        |
| SSS-R  | 4-cyl radmotor DOHC | 1998 cm³      | 210 hk | Bränsleinsprutning, turbo |
| 2.0 D  | 4-cyl radmotor SOHC | 1973 cm³      | 76 hk  | Dieselmotor               |
| 2.4    | 6-cyl V-motor DOHC  | 2388 cm³      | 150 hk | Bränsleinsprutning        |

## Nissan Bluebird U14
Den tionde generationen Bluebird blev också den sista. Den tillverkades mellan 1996 och 2001 då den ersattes av Nissan Teana.
Varianter:
| Modell | Motor               | Cylindervolym | Effekt | Bränslesystem      |
| ------ | ------------------- | ------------- | ------ | ------------------ |
| 1.8    | 4-cyl radmotor DOHC | 1838 cm³      | 125 hk | Bränsleinsprutning |
| 2.0    | 4-cyl radmotor DOHC | 1998 cm³      | 145 hk | Bränsleinsprutning |
| 2.0 D  | 4-cyl radmotor SOHC | 1973 cm³      | 76 hk  | Dieselmotor        |

## Nissan Bluebird Sylphy
Efter 2001 lever namnet Bluebird vidare på den betydligt mindre Nissan Bluebird Sylphy som är en sedan-version av Nissan Almera.